# Marco de Hollander
Marco de Hollander, pseudoniem van Marco den Brave (Ter Aar, 4 februari 1982) is een Nederlands zanger.

## Biografie

### Jeugd
De Hollander werd geboren in Ter Aar. Zijn vader Henk den Brave had daar een piratenzender Lokale Omroep Ter Aar, ook wel bekend als "Disco Henkie", waar hij als kind al vaak met de microfoon stond te zingen. Deze zender heet tegenwoordig RTV Hollands Midden. Na zijn middelbare school begon hij in 2001 zijn zangcarrière.

### Carrière
De Hollander bracht in 2001 zijn eerste single Hart van L.O.T. uit. Kort daarna verscheen zijn eerste album Muziek is mijn leven. Hij bracht later onder begeleiding van Ad de Hoorn de single Jij bent zo lief op. In 2009 was De Hollander samen met Hans Versnel voorzitter van de omroep RTV Oranje. In juli datzelfde jaar ontving hij uit de handen van Henk Pleket zijn single Zomerherinnering. Hij bracht toen ook de single Zet de boel maar op zijn kop uit. De bijbehorende clip werd opgenomen in Circus Renz Berlin en was bedoeld als ode aan zijn opa. Begin 2010 overleed zijn broer Jacco. Ter ere hiervan nam hij de single Kaarslicht en Rode wijn op. De Hollander vierde in 2011 zijn 10-jarige zangjubileum en bracht hiervoor de single Laat ons proosten uit. Deze single behaalde de Single Top 100. Ook bracht hij toen zijn DVD-box 10 jaar uit. In 2012 vormde hij samen met Ronnie Tober een duet met het nummer Twee artiesten, hand in hand, dat later verscheen op het album Je Dromen Achterna. In 2013 behaalde hij wederom de Single Top 100 met zijn lied Gooi nog een keer de glazen vol. In november 2017 bracht hij zijn nieuwe album Leef Je Droom uit.

## Discografie

### Albums
| Album met eventuele hitnotering(en) in de Nederlandse Album Top 100 | Datum van verschijnen | Datum van binnenkomst | Hoogste positie | Aantal weken | Opmerkingen                      |  |
| ------------------------------------------------------------------- | --------------------- | --------------------- | --------------- | ------------ | -------------------------------- |  |
| Muziek Is M'n Leven                                                 | 2001                  |                       |                 |              | LOT 001                          |  |
| Leve De Liefde                                                      | 2002                  |                       |                 |              | LOT 2005                         |  |
| Hollandse Gezelligheid                                              | 2008                  |                       |                 |              | G & G MUSIC INTERNATIONAAL       |  |
| Echte Vrienden                                                      | 2009                  |                       |                 |              | G & G MUSIC INTERNATIONAAL       |  |
| Leef, Lach en Geniet                                                | november 2010         |                       |                 |              | ROODHITBLAUW                     |  |
| 10 jaar Marco De Hollander CD-DVD                                   | november 2011         |                       |                 |              | ROODHITBLAUW                     |  |
| Je Dromen Achterna met Ronnie Tober -                               | 30 oktober 2012       |                       |                 |              | ROODHITBLAUW                     |  |
| Vol Passie                                                          | 8 augustus 2014       |                       |                 |              | ROODHITBLAUW                     |  |
| Lachend Door Het Leven                                              | 30 oktober 2015       |                       |                 |              | NRGY Music                       |  |
| Mooie Momenten                                                      | 28 oktober 2016       |                       |                 |              | NRGY Music                       |  |
| Leef Je Droom                                                       | 27 oktober 2017       |                       |                 |              | NRGY Music                       |  |
| Dit Ben Ik                                                          | 25 oktober 2019       |                       |                 |              | NRGY MUSIC                       |  |
| De Allerbeste Feesthits                                             | 17 juli 2020          |                       |                 |              | NRGY MUSIC                       |  |
| De Allerbeste Levensliedjes                                         | 23 oktober 2020       |                       |                 |              | NRGY MUSIC                       |  |
| De Allerbeste Meezing Medleys                                       | 23 juni 2021          |                       |                 |              | NRGY MUSIC                       |  |
| Liefde, Vriendschap En Muziek                                       | 28 oktober 2022       |                       |                 |              | BERK MUSIC PRODUCTIONS BM3119522 |  |
| Vrolijk Kerstfeest                                                  | 8 december 2023       |                       |                 |              | BERK MUSIC PRODUCTIONS BM3122252 |  |
| Zingend Door Het Leven                                              | 24 januari 2025       |                       |                 |              | BERK MUSIC PRODUCTIONS BM2470272 |  |

### Singles
| Single met eventuele hitnotering(en) in de Nederlandse Top 40                      | Datum van verschijnen | Datum van binnenkomst | Hoogste positie | Aantal weken | Opmerkingen                 |
| ---------------------------------------------------------------------------------- | --------------------- | --------------------- | --------------- | ------------ | --------------------------- |
| Hart Van L.O.T - Bedankt Zeg Ik Met Rozen - Jij Bent Alles                         | DEBUUT SINGLE 2001    | -                     |                 |              | Marco                       |
| Mijn Papa                                                                          |                       | -                     |                 |              | Marco den Brave             |
| Het Hollandse Lied - M'n Liefste                                                   |                       | -                     |                 |              | Marco                       |
| Waar Kan Ik Je Vinden                                                              |                       | -                     |                 |              | Marco                       |
| Kerstfeest Op Uw Eigen L.O.T. - Mijn Kerstwens - Ik Wens U Een Gelukkig Kerstfeest |                       | -                     |                 |              | Marco                       |
| Kom Je Naar Het Feest - Jij Bent Zo Lief                                           | 10 juni 2007          | -                     |                 |              |                             |
| Jij Bent Zo Lief - Waar Kan Ik Je Vinden                                           | 12 juni 2007          | -                     |                 |              |                             |
| Ik Vlieg De Berg Af.... - Kom Je Naar Het Feest!                                   | 10 juni 2007          | -                     |                 |              |                             |
| Kom Je Naar Het Feest!                                                             | april 2008            | -                     |                 |              |                             |
| Laat Maar Lekker Waaien                                                            | 22 mei 2008           | -                     |                 |              |                             |
| Ik Hou Van RTV Oranje                                                              | februari 2009         | -                     |                 |              |                             |
| Hij Speelde Op Zijn Doedelzak - Lieve Moeder                                       | 1 mei 2009            | -                     |                 |              |                             |
| Zomerherinnering - Laat Het Reuzenrad Maar Draaien                                 | 3 juli 2009           | -                     |                 |              |                             |
| Zet De Boel Maar Op Z'n Kop - Hier Voel Ik Me Thuis                                | 23 september 2009     | -                     |                 |              |                             |
| Mijn Kerstwens - Vecht Voor Je Toekomst                                            | 27 november 2009      | -                     |                 |              |                             |
| Kaarslicht En Rode Wijn - Mijn Droom                                               | 10 februari 2010      | -                     |                 |              |                             |
| Genieten Van Het Leven - Echt Geluk Is Niet Te Koop                                | 23 juni 2010          | -                     |                 |              |                             |
| De Sneeuwwals - Berg Op Berg Af                                                    | 25 oktober 2010       | -                     |                 |              |                             |
| Speel Nog Een Liedje, Orgelman - Amore                                             | 15 maart 2011         | -                     |                 |              |                             |
| Laat Ons Proosten                                                                  | 4 juli 2011           | -                     |                 |              | nr. 90 in de Single Top 100 |
| Lekker Ding - Duizend Keer Geschreven                                              | 1 oktober 2011        | -                     |                 |              |                             |
| Ik Zie Altijd Liefde In Je Ogen - Kindervragen                                     | 6 maart 2012          | -                     |                 |              |                             |
| Berg Op, Berg Af - Tirolerparty                                                    | 30 maart 2012         | -                     |                 |              |                             |
| Mijn Vriend - Liefde Van Mijn Leven                                                | 29 mei 2012           | -                     |                 |              |                             |
| Het Leven Is Te Mooi - Wat Een Prachtig Feest                                      | 17 september 2012     | -                     |                 |              |                             |
| Kerstfeest Met Je Vrienden                                                         | 28 november 2012      | -                     |                 |              |                             |
| Echte Vriendschap - Praten Doen Ze Toch Altijd                                     | 8 februari 2013       | -                     |                 |              |                             |
| Gooi Nog Een Keer De Glazen Vol - Isabella                                         | 3 mei 2013            | -                     |                 |              | nr. 89 in de Single Top 100 |
| Er Is Een Wonder Geschied - Jouw Accordeon                                         | 30 augustus 2013      | -                     |                 |              |                             |
| Twee Armen En Een Zoen - Feest In De Bergen                                        | 30 december 2014      | -                     |                 |              |                             |
| Een Oude Zeeman - Ode Aan De Zee - Vissers Hitmedley                               | 16 april 2014         | -                     |                 |              | Met Frank & Mirella         |
| Achter De Wolken - Bedankt Lieve Ouders                                            | 14 juli 2014          | -                     |                 |              |                             |
| Blijf Gewoon Jezelf - Een Clown Met Zijn Mondharmonica                             | 31 oktober 2014       | -                     |                 |              |                             |
| Over Een Uur - Mijn Grote Kameraad                                                 | 6 maart 2015          | -                     |                 |              |                             |
| Jij Bent De Leukste                                                                | 5 juni 2015           | -                     |                 |              |                             |
| Droomprins                                                                         | 23 oktober 2015       | -                     |                 |              |                             |
| Bij Jou In Je Hart                                                                 | 10 februari 2016      | -                     |                 |              |                             |
| Geniet Van De Zon                                                                  | 4 juni 2016           | -                     |                 |              |                             |
| Samen Met Jou                                                                      | 20 september 2016     | -                     |                 |              |                             |
| De Winters Waren Koud                                                              | 30 november 2016      | -                     |                 |              |                             |
| Ik Heb De Hele Nacht Alleen Aan Jou Gedacht                                        | 22 februari 2017      | -                     |                 |              |                             |
| Ik Voel Me Gelukkig                                                                | 29 juni 2017          | -                     |                 |              |                             |
| Een Hart Van Goud                                                                  | 14 november 2017      | -                     |                 |              |                             |
| Dit Wordt Een Avond!                                                               | 7 februari 2018       | -                     |                 |              |                             |
| Dans Tot Morgenvroeg                                                               | 16 juli 2018          | -                     |                 |              |                             |
| Eén En Al Geluk                                                                    | 14 februari 2019      | -                     |                 |              |                             |
| Liefde In Je Ogen                                                                  | 18 mei 2019           | -                     |                 |              |                             |
| Jij Bent Aan De Beurt                                                              | 9 oktober 2019        | -                     |                 |              |                             |
| De Eindeloze Polonaise Medley                                                      | 17 januari 2020       | -                     |                 |              |                             |
| Zo Is Het Leven                                                                    | 13 februari 2020      | -                     |                 |              |                             |
| We Zullen Doorgaan                                                                 | 11 juni 2020          | -                     |                 |              |                             |
| Kleine Vlinder                                                                     | 1 oktober 2020        | -                     |                 |              |                             |
| Ik Kan Niet Wachten                                                                | 27 januari 2021       | -                     |                 |              |                             |
| Jij Bent Mijn Nummer Één - De Liefde Van Mijn Leven                                | 28 maart 2021         | -                     |                 |              |                             |
| Oer Hollandse Wals Medley                                                          | 28 mei 2021           | -                     |                 |              |                             |
| Feestcafé Medley                                                                   | 4 juni 2021           | -                     |                 |              |                             |
| Totaal Van Slag                                                                    | 23 juni 2021          | -                     |                 |              |                             |
| Kerstfeest Voor Iedereen                                                           | 10 december 2021      | -                     |                 |              |                             |
| Liefde In M'n Bol                                                                  | 21 januari 2022       | -                     |                 |              |                             |
| Een Goed Gevoel                                                                    | 10 juni 2022          | -                     |                 |              |                             |
| Laat Ons Samen Proosten                                                            | 23 september 2022     | -                     |                 |              |                             |
| Jij Bent Echt 'n Vriend                                                            | 10 februari 2023      | -                     |                 |              |                             |
| Zomer                                                                              | 12 mei 2023           | -                     |                 |              |                             |
| De Mooiste Tijd Van Het Jaar                                                       | 8 december 2023       | -                     |                 |              |                             |
| Vanavond Vieren We Feest                                                           | 9 februari 2024       | -                     |                 |              |                             |
| Shikki Boom!                                                                       | 10 mei 2024           | -                     |                 |              |                             |
| Polonaise                                                                          | 25 oktober 2024       | -                     |                 |              |                             |
| Jij Bent Alles In Mijn Leven                                                       | 21 februari 2025      | -                     |                 |              |                             |

### Dvd's
| Dvd's met hitnoteringen in de DVD Top 30 | Datum van verschijnen' | Datum van binnenkomst | Hoogste positie | Aantal weken | Opmerkingen |
| ---------------------------------------- | ---------------------- | --------------------- | --------------- | ------------ | ----------- |
| Hollandse gezelligheid                   | 2008                   |                       |                 |              |             |
| Mijn Droom                               | 2010                   |                       |                 |              |             |
| 10 jaar                                  | 2011                   |                       |                 |              |             |
| Beleef het mee                           | 2013                   |                       |                 |              |             |
| Samen genieten                           | 2015                   |                       |                 |              |             |

## Trivia
Sinds 9 september 2023 heeft hij het wereldrecord van de langste Polonaise ooit in handen, welke in Ridderkerk gehaald is.